# Mathurin Roze
Mathurin Roze, of met zijn eigen toevoeging Mathurin Roze de Chantoiseau (ca. 1730 – maart 1806) was de uitvinder van het restaurant. Daarnaast hield hij een informatiebureau, publiceerde hij een bedrijvengids (1769-1791), bedacht hij plannen om af te komen van de staatsschuld en richtte hij een bank op. De bank faalde en hij stierf berooid.

## Leven
Roze kwam uit de plaats Chantoiseau ("Vogelzang") bij Fontainebleau. Zijn vader Armand († 1774) was een handelaar en landbezitter met drie zonen. Mathurin verhuisde begin jaren 1760 naar Parijs en voegde "de Chantoiseau" toe aan zijn naam om een edele afkomst te suggereren. Hij was begaan met politieke economie en had in zijn hoofd een plan van kredietbrieven (een soort koninklijke obligaties) die de staatsschuld moesten wegvegen. In 1763 begon hij in het Hôtel d'Aligre het privaat inlichtingenhuis Bureau général d'indication, gemodelleerd op het Bureau d'adresses van Théophraste Renaudot. Drie jaar later moest hij er al mee stoppen omdat de staat een monopolie op deze activiteit opeiste.
De veelzijdige Roze liet zich niet uit het lood slaan en begon nog datzelfde jaar een restaurant in de Rue des Poulies. Hij was op de hoogte van de nieuwste inzichten rond gezonde voeding – toen druk bediscussieerd. Het eethuis bood vooral vleesbouillons en consommés aan ('restaurants'). De echte vernieuwing zat in het concept van een keuzemenu met vaste prijzen per schotel, individuele tafels (kleine ronde zoals in cafés) en doorlopende uren (mogelijk gemaakt door de nieuwe techniek van het bain marie). De naam van zijn partner, een zekere Pontaillé, is alleen bekend uit Rozes eigen almanak. Ze kenden onmiddellijk succes en werden nagevolgd door Jean-François Vacossin en anderen.
Dankzij Denis Diderot hebben we een beschrijving hoe de eerste klanten het etablissement van de Rue du Poulies ervaarden (vermoedelijk dat van Roze, al vestigden zich spoedig andere restaurants in de buurt). In brieven aan Sophie Volland toonde de filosoof zich enthousiast, hoewel hij het eten prijzig vond. Traiteurs waren minder opgetogen: hun gilde deed in 1767 een inval bij Roze om inbreuken op hun monopolie te controleren. Hij loste dit op door in januari 1768 voor 1600 livres een licentie van hoftraiteur te kopen, wat hem een opleiding bespaarde en prestige opleverde.
Ondanks het succes was het restauratiewezen niet zijn prioriteit. In 1769 presenteerde hij zijn financieel plan aan intendant van Financiën Jean-Nicolas de Boullongne en publiceerde hij er een pamflet over. Het trok veel aandacht, maar bracht hem enkele maanden in de gevangenis. Nog in 1769 publiceerde hij een bedrijvengids met ongeveer 8300 adressen, waarvan meer dan 6500 in Parijs. Deze zou tot 1791 onder diverse titels blijven bestaan. Het was feitelijk een schriftelijke versie van zijn informatiebureau, in de vorm van een jaarlijkse almanak. Hij vermeldde ook zijn eigen restaurant, in de editie van 1773 op een nieuwe locatie in het Hôtel d'Aligre aan de Rue Saint Honoré (waar voorheen zijn informatiebureau was gevestigd).
Hoewel Roze trots genoeg was op zijn uitvinding om zich de "eerste restaurateur" te noemen, boeide de bloeiende sector hem blijkbaar onvoldoende om er zelf in actief te blijven. In de jaren 1780 werd het restaurant overgenomen door Anne Bellot. Een andere editie van de almanak, vermoedelijk uit 1786, noemt Deslauriers als zijn opvolger. Door toedoen van Le Grand d'Aussy werd Roze uit de restaurantgeschiedenis geschreven ten voordele van een zekere Boulanger, met wie hij soms ten onrechte wordt vereenzelvigd. Het zou duren tot de bronnenkritiek van Spang in 2000 voor zijn bijdrage weer werd onderkend.
Ondertussen bleef zijn obsessie het plan met de staatsschuld en de kredietbrieven, dat de geldvoorraad moest verhogen zonder inflatie te veroorzaken. In 1783 schreef hij erover naar Benjamin Franklin. In april 1789 richtte hij zich tot koning Lodewijk XVI en de eerste afgevaardigden van de Staten-Generaal, en het volgende jaar tot het Parijse stadsbestuur. Niemand wilde het een kans geven. In 1791 verkreeg hij een patent om een kredietfonds op te richten. In 1799 stichtte hij met een partner een private bank, de Banque du commerce et des arts, maar die flopte. Hij belandde in zodanige miserie dat de culinaire auteur Grimod de la Reynière in 1803 een oproep deed aan de restaurateurs om "Champ d'oiseau", wiens idee hun fortuin had gemaakt, een pensioen te geven. Waarschijnlijk kwam er niet veel van in huis, want Roze stierf onvermogend in 1806.

## Privé
Roze trouwde in 1791 met Marie Prost, die cosmetica maakte en verkocht.

## Publicaties
- L'Ami de tout le monde, ou Précis d'un plan de banque générale de crédit public, 1769
- Essai sur l'Almanach général d'indication d'adresse personnelle et domicile fixe, des Six Corps, Arts et Métiers, 1769
- Almanach dauphin d'adresses et d'indications générales des six-corps marchands, artistes et fabriquants, ou Tablettes de renommée, 1784
- Trésor public, ou Caisse générale de crédit national, de bienfaisance, de confiance et de ressource pour opérer facilement et sûrement le soulagement du peuple, 1789
- La Richesse du peuple républicain, ou Démonstration mathématique de la possibilité du remboursement de la dette nationale, 1791

## Voetnoten
1. ↑  Tablettes de renommée, ou Almanach général d'Indication, 1773
2. ↑  Brieven van 8, 19 en 28 september 1767
3. ↑  Pierre Jean-Baptiste Legrand d'Aussy, Histoire de la vie privée des Français depuis l'origine de la nation jusqu'à nos jours, 1782